# 오레 전투
오레 전투(Bataille d'Auray)는 1364년 9월 29일 프랑스의 오레 도시에서 벌어졌다. 이 전투는 백년 전쟁의 일부이기도 한 브르타뉴 계승전쟁에서 가장 중요한 대결이었다.
이 전투에서 잉글랜드가 지원하는 몽포르가의 장 드 몽포르가 프랑스가 지원하는 샤를 드 블루아를 패사시켜 유일한 브르타뉴 공작이 되었다.

## 배경
1360년 브르타뉴-칼레 조약에 의해 잉글랜드, 프랑스가 정전을 맺은 후, 브르타뉴에서도 평화 교섭이 진행되었으나, 1364년 교섭이 결렬되어 전쟁이 재개되었다. 장 드 몽포르는 잉글랜드의 존 챈더스의 지원을 얻어 1342년 이후 프랑스-브르타뉴측의 지배하에 있던 오레의 도시를 공격하고 도시안에 있던 성채를 포위했다.
성측은 충분한 식량이 없었기에 미가엘 축일(9월 29일)까지 원군이 오지 않는다면 항복하는 것에 동의했다. 이틀 후 샤를 드 블루아는 동쪽 랑보(Lanvaux)의 수도원에 도착했다. 프랑스군 선봉을 이끈 사령관 베르트랑 뒤 게클랭(Bertrand du Guesclin)은 가까운 브랑디비(Brandivy) 에 도착했다.
9월 28일 뒤 게클랭은 성 앞을 흐르던 강의 좌측 강변에 병력을 전개했다. 이에 대해 몽포르군은 성의 병사와 블루아 원군에게 협공당하는 것을 두려워해 오레에서 벗어나 강의 오른쪽 강변에 포진했다.
9월 29일 교섭은 결렬되고, 샤를 드 블루아군은 공격을 준비했다. 샤를의 군대는 강을 가로 질러 남쪽에 위치했는데, 상당수 지휘관들은 이 배치가 나쁜 위치라고 생각했다. 왜냐하면 이곳은 성과 도시의 북쪽 늪지가 있는 곳이었다. 몽포르는 샤를의 움직임에 따라 북쪽을 향해 위치했고, 이것은 전장을 지배할 수 있는 위치였다. 뒤 게클랭의 조언을 거부하고, 샤를 드 블루아는 몽포르군에 대한 불리한 공격을 감행했다.

## 교전 전력

### 샤를 드 블루아의 브르타뉴-프랑스군:
왼쪽에 오세르 백작(County of Auxerre), 오른쪽에 뒤 게클랭, 중앙엔 샤를 드 블루아였고, 약간의 예비대는 사용하지 않았다. 각 부대는 약 1,000명 정도였다.

### 장 드 몽포르의 브르타뉴-잉글랜드군:
오른쪽에 올리비에 드 클리송(Olivier de Clisson), 왼쪽에 잉글랜드의 로버트 놀스(Robert Knolles), 중앙에 장 드 몽포르와 존 챈더스였다. 중요한 예비대는 휴 캘벌리(Hugh Calveley)경의 지휘하에 언제든지 움직일 수 있도록 대기했다.

## 전투
프랑스측의 크로스보우와 잉글랜드측의 궁병과의 소규모 접전이 시작되면서, 얼마안가 중무장 병사의 정면에서 격전에 돌입했다. 양 진영에서도 장기간 벌어진 전쟁의 결판을 지을 의도가 있었기에, 포로를 잡지 말라는 명령을 내렸다.
몽포르군은 각 부대에 상당한 피해를 입었으나, 예비대에서의 보충에 의해 지탱할 수 있었다. 한편 블루아군의 우익도 피해가 생겼으나 보충이 없었기 때문에 붕괴되어 중앙으로 흘러들어갔고, 뒤이어 좌익도 붕괴되어 오세르 백작이 사로잡혔다. 중앙의 부대는 전장에서 도주를 기도했으나, 샤를 드 블루아는 명령을 충실히 지킨 잉글랜드 병사에게 살해되었다. 뒤 게클랭은 모든 무기가 부서질때까지 분전했으나 존 챈더스에게 항복했다. 게클랭을 해방시키기 위해 샤를 5세는 10만 프랑을 몸값으로 지불해야 했다.

## 결과
이 전투 결과, 게랑드 조약이 체결되어 브르타뉴 계승전쟁은 종결되었다. 1365년 프랑스 왕 샤를 5세는 장 드 몽포르를 정식으로 브르타뉴 공작으로써 승인하였고 이에 몽포르는 프랑스의 샤를 5세에게 충성을 서약하였다. 이로서 몽포르의 보호자였던 잉글랜드 왕국의 에드워드 3세는 결과적으로 패배한 것이며 프랑스가 이긴 것처럼 끝났다.

## 참조
- Turnbull, Stephen. The Book of the Medieval Knight. London: Arms and Armour Press, 1985. ISBN 0-85368-715-3